# Gabinet Williama McKinleya
Gabinet Williama McKinleya – powołany i zaprzysiężony w 1897, po wyborach w 1896.

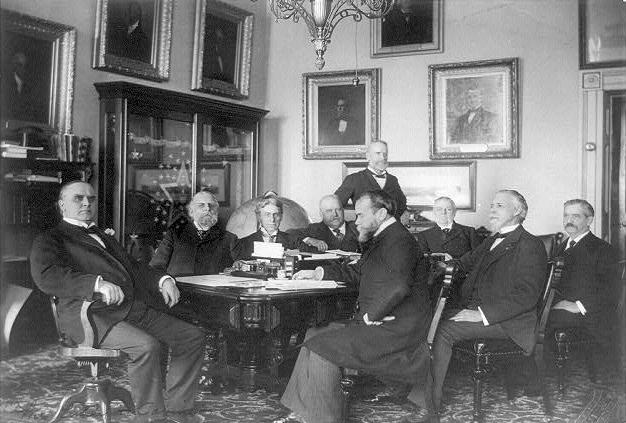
William McKinley i jego gabinet w 1898 roku.

| Departament/Funkcja            | Imię i nazwisko                                 | Kadencja                     |
| ------------------------------ | ----------------------------------------------- | ---------------------------- |
| Prezydent                      | William McKinley                                | 1897 – 1901                  |
| Wiceprezydent                  | Garret Augustus Hobart wakat Theodore Roosevelt | 1897 – 1899 1899 – 1901 1901 |
| Sekretarz stanu                | John Sherman William R. Day John Milton Hay     | 1897 – 1898 1898 1898 – 1901 |
| Sekretarz skarbu               | Lyman J. Gage                                   | 1897 – 1901                  |
| Sekretarz wojny                | Russell Alexander Alger Elihu Root              | 1897 – 1899 1899 – 1901      |
| Prokurator generalny           | Joseph McKenna John W. Griggs Philander C. Knox | 1897 – 1898 1901             |
| Dyrektor Generalny Poczty      | James Albert Gary Charles Emory Smith           | 1897 – 1898 1898 – 1901      |
| Sekretarz marynarki            | John Davis Long                                 | 1897 – 1901                  |
| Sekretarz zasobów wewnętrznych | Cornelius Newton Bliss Ethan A. Hitchcock       | 1897 – 1899 1899 – 1901      |
| Sekretarz rolnictwa            | James Wilson                                    | 1901 – 1909                  |